# Cycas desolata
Cycas desolata är en kärlväxtart som beskrevs av Paul Irwin Forster. Cycas desolata ingår i släktet Cycas, och familjen Cycadaceae. IUCN kategoriserar arten globalt som sårbar. Inga underarter finns listade i Catalogue of Life.